# Murina shuipuensis
Murina shuipuensis — вид ссавців родини лиликових. Названий на честь жителів села Shuipu, які дозволили зробити огляд в безпосередній близькості від їх села.

## Опис
Невеликого розміру, із загальною протяжністю 72 мм, довжина передпліччя 30 мм, довжина хвоста 32 мм, довжина стопи 8 мм, довжина вух 11 мм і вагою до 4 г.
Шерсть довга і тягнеться на крилах до висоти ліктів і колін. Спинна частина з триколірним волоссям: сіра основа, центр жовтий і буро-чорні кінчики, є також окреме довге золоте волосся; черевна частина жовто-оранжевого кольору. Морда темна, вузька, витягнута, з виступаючими ніздрями. Очі дуже малі. Вуха короткі, округлі, добре розділені один від одного і з поглибленням в центрі задньої кромки. Крила прикріплені до задньої частини основи великого пальця клешні. Ступні маленькі і покриті волосками. Хвіст довгий і повністю включені у велику хвостову мембрану, яка щільно вкрита золотисто-коричневими волосками на спинній поверхні і рядами білих крапок з кожної стирчить білувата щетина на черевній поверхні. Калькар довгий.

## Проживання
Цей вид відомий тільки з одного дорослого самця, впійманого в 2007 році в південній китайській провінції Гуйчжоу. Він живе в широколистяних вологих субтропічних вторинних лісах, які зростають на висоті близько 650 м над рівнем моря.

## Звички
Харчується комахами.